# Hyperaspis albicollis
Hyperaspis albicollis är en skalbaggsart som beskrevs av Henry Stephen Gorham 1894. Hyperaspis albicollis ingår i släktet Hyperaspis och familjen nyckelpigor. Inga underarter finns listade i Catalogue of Life.